# Bruchhausen-Vilsen
Bruchhausen-Vilsen (plattdeutsch: Brooksen-Vilsen) [ˈfɪlzn̩] ist ein Flecken im Landkreis Diepholz in Niedersachsen. Der Flecken Bruchhausen-Vilsen ist ein staatlich anerkannter Luftkurort sowie Mitgliedsgemeinde und Sitz der Samtgemeinde Bruchhausen-Vilsen.

## Geographie
Bruchhausen-Vilsen befindet sich etwa 30 km südlich von Bremen, 100 km südwestlich von Hamburg und ca. 70 km nordwestlich von Hannover.

## Gemeindegliederung
Zum Flecken Bruchhausen-Vilsen gehören die Ortsteile
Berxen, Bruchhausen, Bruchhöfen, Bruchmühlen, Dille, Engeln, Gehlbergen, Heiligenberg, Homfeld, Mohr, Nenndorf, Ochtmannien, Oerdinghausen, Riethausen, Scholen, Stapelshorn, Süstedt, Uenzen, Vilsen, Weseloh und Wöpse.

## Geschichte
Ursprünglich bestand Bruchhausen-Vilsen aus den drei Flecken Mohr, Vilsen und Bruchhausen. Bruchhausen wurde erstmals 1189 erwähnt, Vilsen 1227. Bruchhausen wurde in der Vergangenheit auch Altenbruchhausen genannt, um es vom nicht weit entfernten Neubruchhausen unterscheiden zu können. 
Die beiden Bruchhausens haben eine gemeinsame Vergangenheit, da die Söhne des Grafen von Bruchhausen Heinrich III. von Oldenburg-Wildeshausen dessen Erbe teilten. Sein Sohn Heinrich V. († 1270) wurde Graf von Neubruchhausen, sein zweiter Sohn, Ludolf († um 1278) erhielt Altenbruchhausen und residierte in der Burg Altbruchhausen. Die Linie der Grafen von Altbruchhausen erlosch mit dem Enkel Ludolfs, Graf Otto, Mitte des 14. Jahrhunderts. 1338 kauften die Grafen von Hoya die Grafschaft.
In der Topographia Ducatus Brunswick et Lüneburg von 1654/1658 wird Bruchhausen erwähnt. 1976 wurde Bruchhausen-Vilsen als Luftkurort anerkannt. Von 1983 bis 1988 fand in Bruchhausen-Vilsen zu Pfingsten alljährlich das Bruchhausen-Festival statt.

### Eingemeindungen und Neugründungen des Fleckens
1870 wurden Mohr und Bruchhausen zur Gemeinde Bruchhausen vereinigt. Die Flecken Bruchhausen und Vilsen wurden 1929 durch eine Zusammenlegung zum Flecken Bruchhausen-Vilsen. Am 1. März 1974 wurden die bis dahin selbständigen Orte Berxen, Homfeld und Wöpse eingemeindet. Seit 1974 ist Bruchhausen-Vilsen Verwaltungsmittelpunkt der Samtgemeinde Bruchhausen-Vilsen. Am 1. November 2011 kam Engeln und am 1. November 2016 Süstedt hinzu – aber nicht durch Eingemeindung, sondern beide Male durch Neugründung des Fleckens Bruchhausen-Vilsen.

### Einwohnerentwicklung
| Jahr      | 1961 | 1970 | 1987 | 1992 | 1997 | 2002 | 2007 | 2008 | 2009 | 2010 | 2011 | 2016 | 2018 |
| --------- | ---- | ---- | ---- | ---- | ---- | ---- | ---- | ---- | ---- | ---- | ---- | ---- | ---- |
| Einwohner | 3078 | 3483 | 5022 | 5360 | 6113 | 6138 | 6009 | 6005 | 5944 | 5926 | 6986 | 8837 | 8841 |

(1961: 6. Juni, 1970: 27. Mai, ab 1987: jeweils zum 31. Dezember)
|  |

## Politik

### Gemeinderat
Der Rat des Fleckens Bruchhausen-Vilsen setzt sich aus 25 Ratsfrauen und Ratsherren zusammen. Dies ist die festgelegte Anzahl für eine Mitgliedsgemeinde einer Samtgemeinde mit einer Einwohnerzahl zwischen 9.001 und 10.000 Einwohnern. Die Ratsmitglieder werden durch eine Kommunalwahl für jeweils fünf Jahre gewählt.
Aus dem Ergebnis der Kommunalwahl 2021 ergab sich folgende Sitzverteilung:
- CDU 8 Sitze
- SPD 8 Sitze
- Grüne 6 Sitze
- UWG 2 Sitz
- Einzelvorschlag Dietrich Wimmer 1 Sitz

(Stand: Kommunalwahl am 11. September 2021)

### Bürgermeister
Der Bürgermeister Lars Bierfischer wurde am 4. November 2021 wiedergewählt.

### Wappen
Beschreibung: Gespalten: auf der linken Seite in Gold eine aufrecht stehende schwarze Bärentatze mit roten Krallen, hinten viermal von Silber und Blau geständert.

### Partnerschaften
Bruchhausen-Vilsen ist im Kommunalverbund Niedersachsen/Bremen vertreten.

## Kultur und Sehenswürdigkeiten
Siehe auch: Liste der Baudenkmale in Bruchhausen-Vilsen

### Museen
Die erste Museumseisenbahn Deutschlands, seit 1966 betrieben vom Deutschen Eisenbahn-Verein, fährt fahrplanmäßig an Wochenenden vom 1. Mai bis 3. Oktober mit historischen Fahrzeugen von Bruchhausen-Vilsen nach Asendorf. Besonders bei Kindern beliebt sind zudem die Nikolaus-Fahrten an den Wochenenden im Advent. Ausstellungsräume zu verschiedenen Themen rund um die Kleinbahn sowie eine umfangreiche Fahrzeugsammlung (ca. 100 Exponate) sind an den Betriebstagen zu besichtigen.

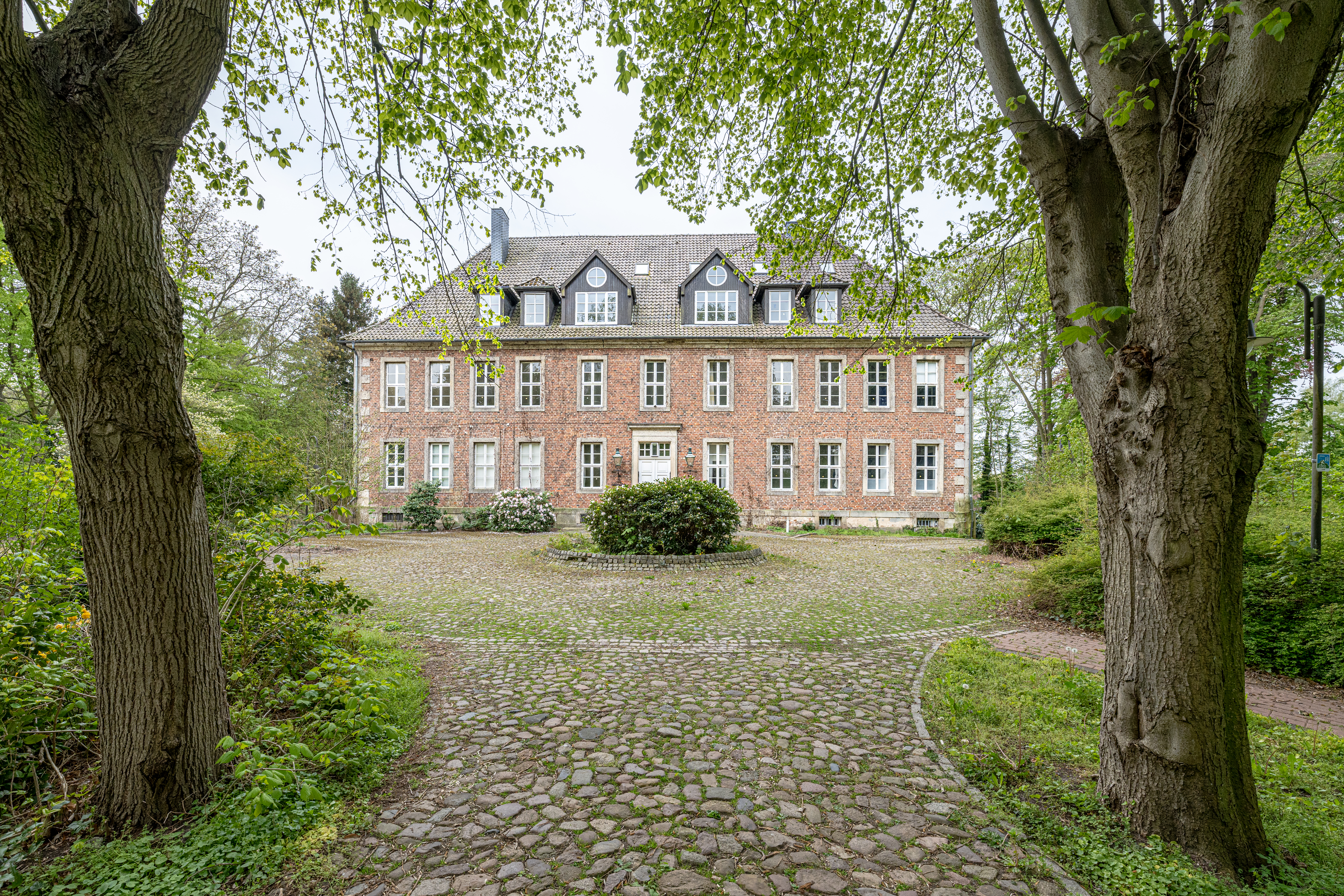
Alter Amtshof
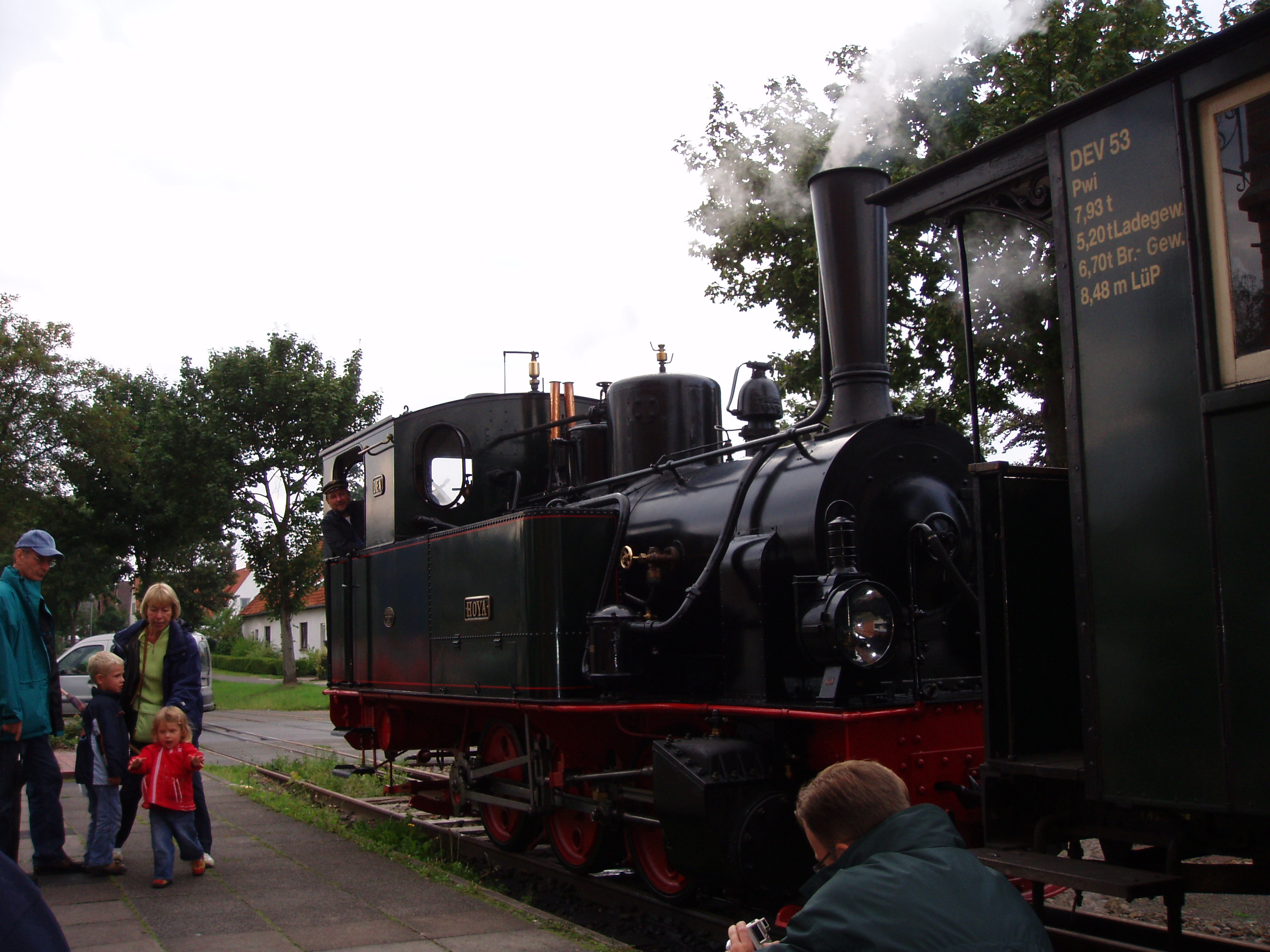
Lok Hoya der Museumsbahn im Bahnhof Bruchhausen-Vilsen
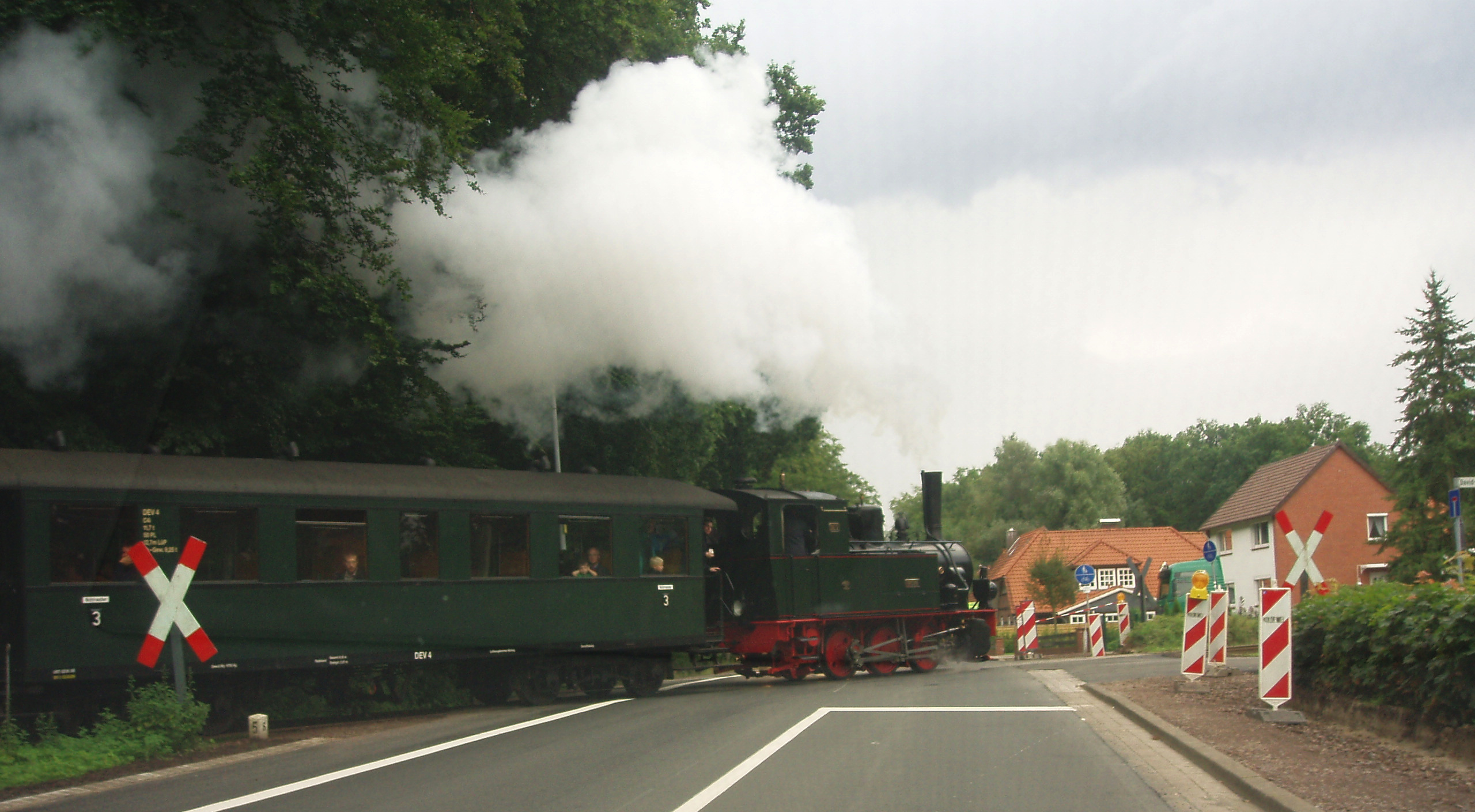
Die Museumsbahn überquert die Homfelder Straße
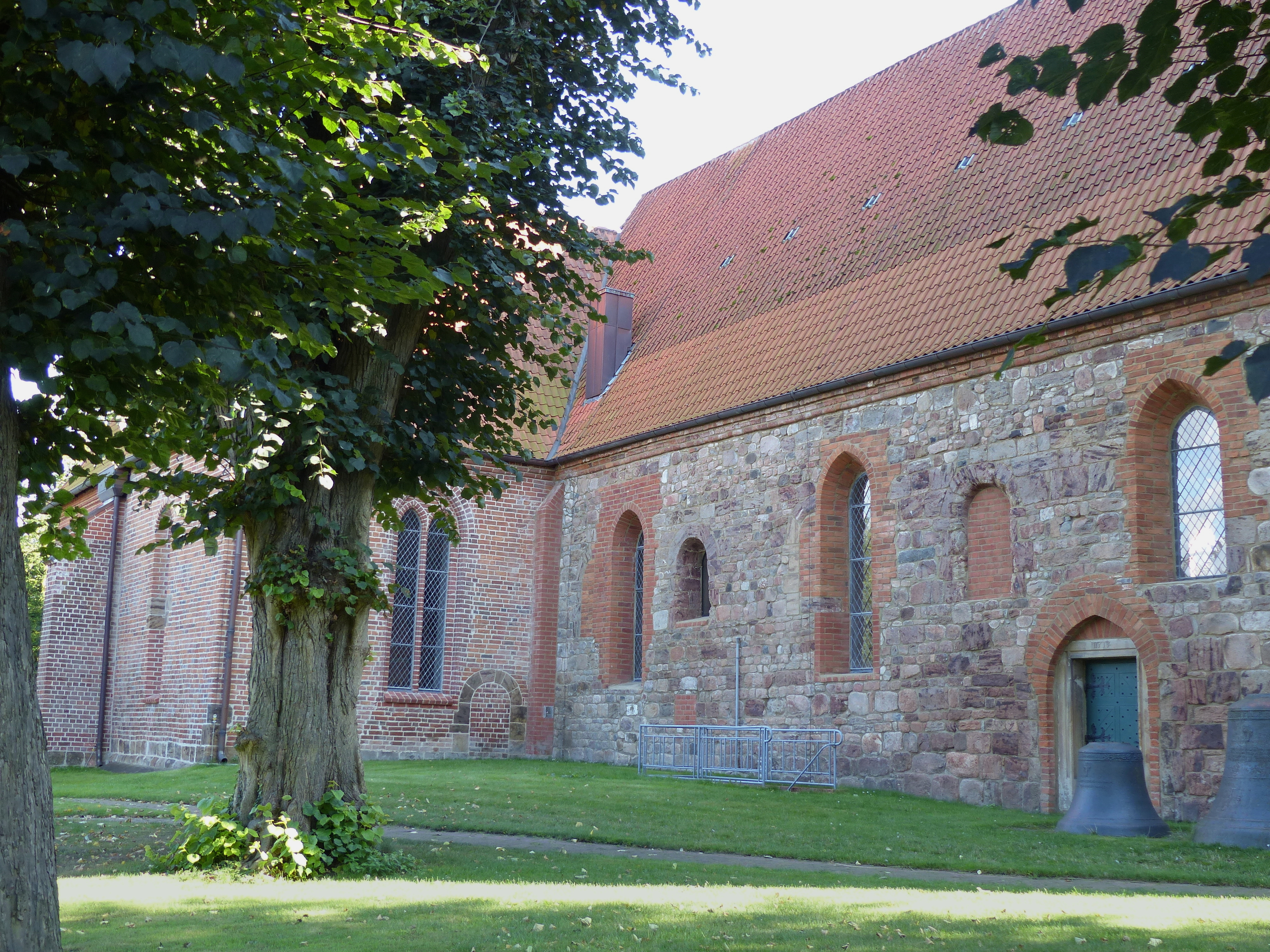
Nordseite der St.-Cyriakus-Kirche in Vilsen
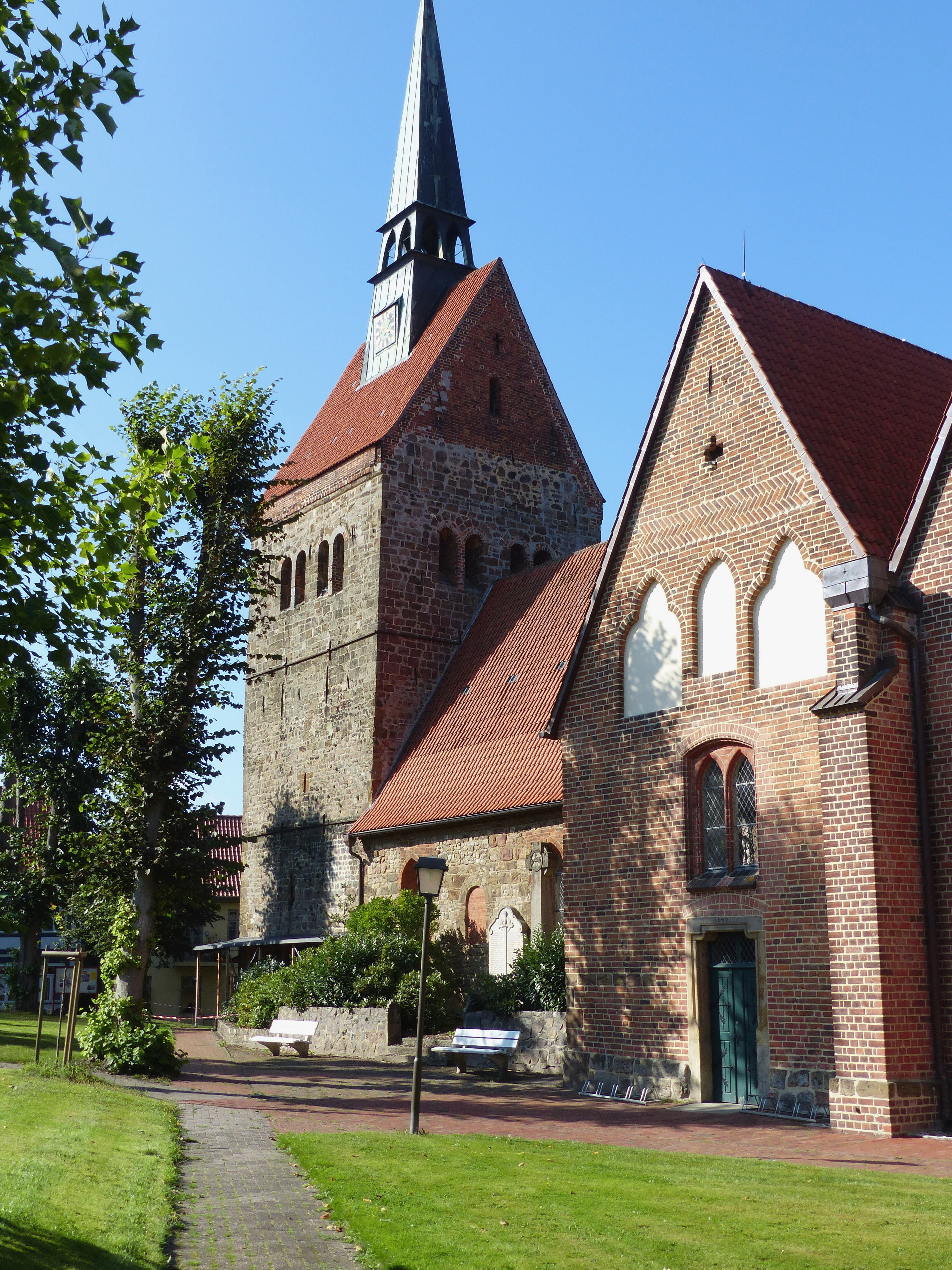
Turm und altes Querschiff der St.-Cyriakus-Kirche
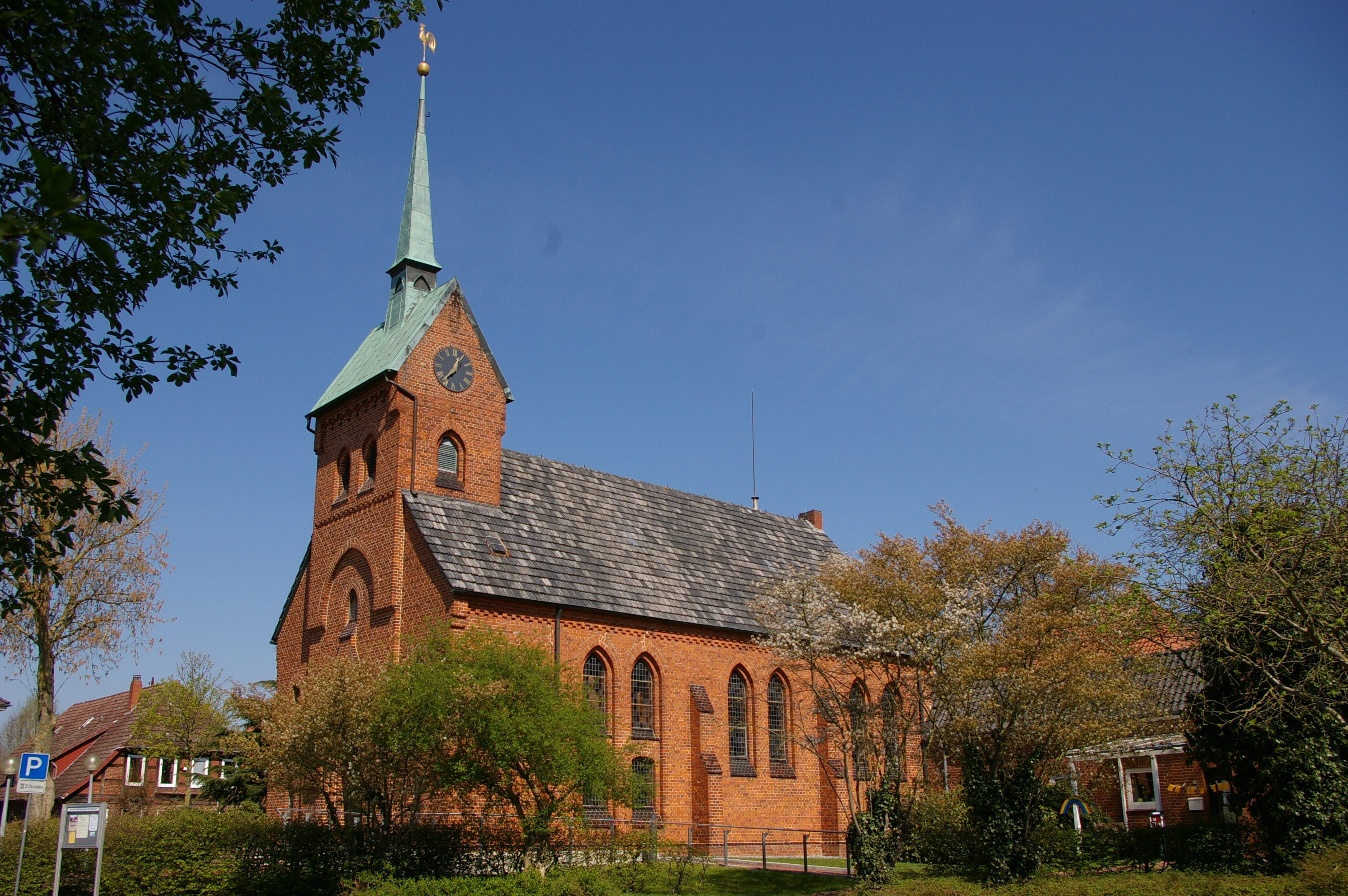
Bartholomäus-Kirche

### Kirchen
Die St.-Cyriakus-Kirche in Vilsen ist eine im romanischen Stil erbaute Kirche. Sie wurde erstmals 1227 urkundlich erwähnt und gehörte zum Kloster Heiligenberg.
Im Ortsteil Bruchhausen befindet sich die Bartholomäus-Kirche, die nach dem Bartholomäus-Markt, dem heutigen Brokser Heiratsmarkt, benannt wurde.

### Mühlen

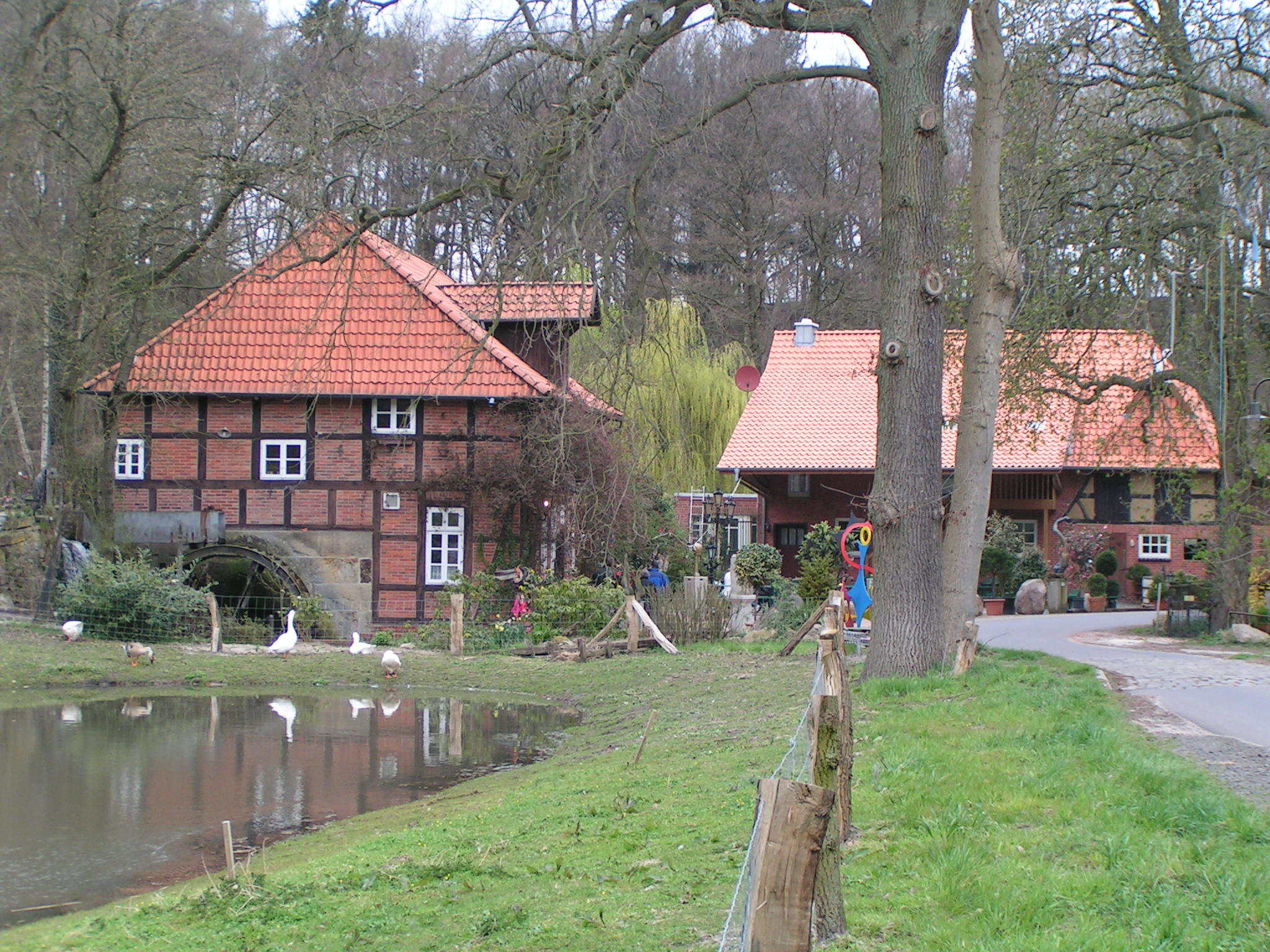
Klostermühle Heiligenberg
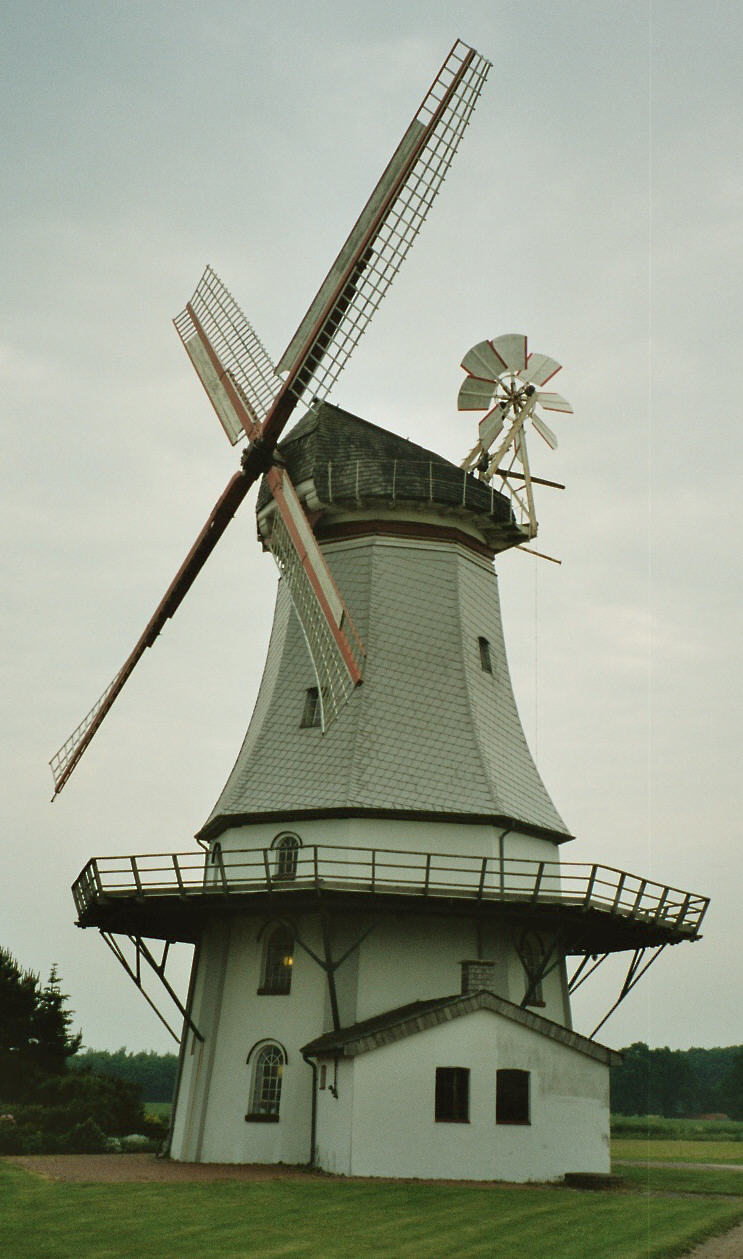
Behlmer Mühle in Engeln
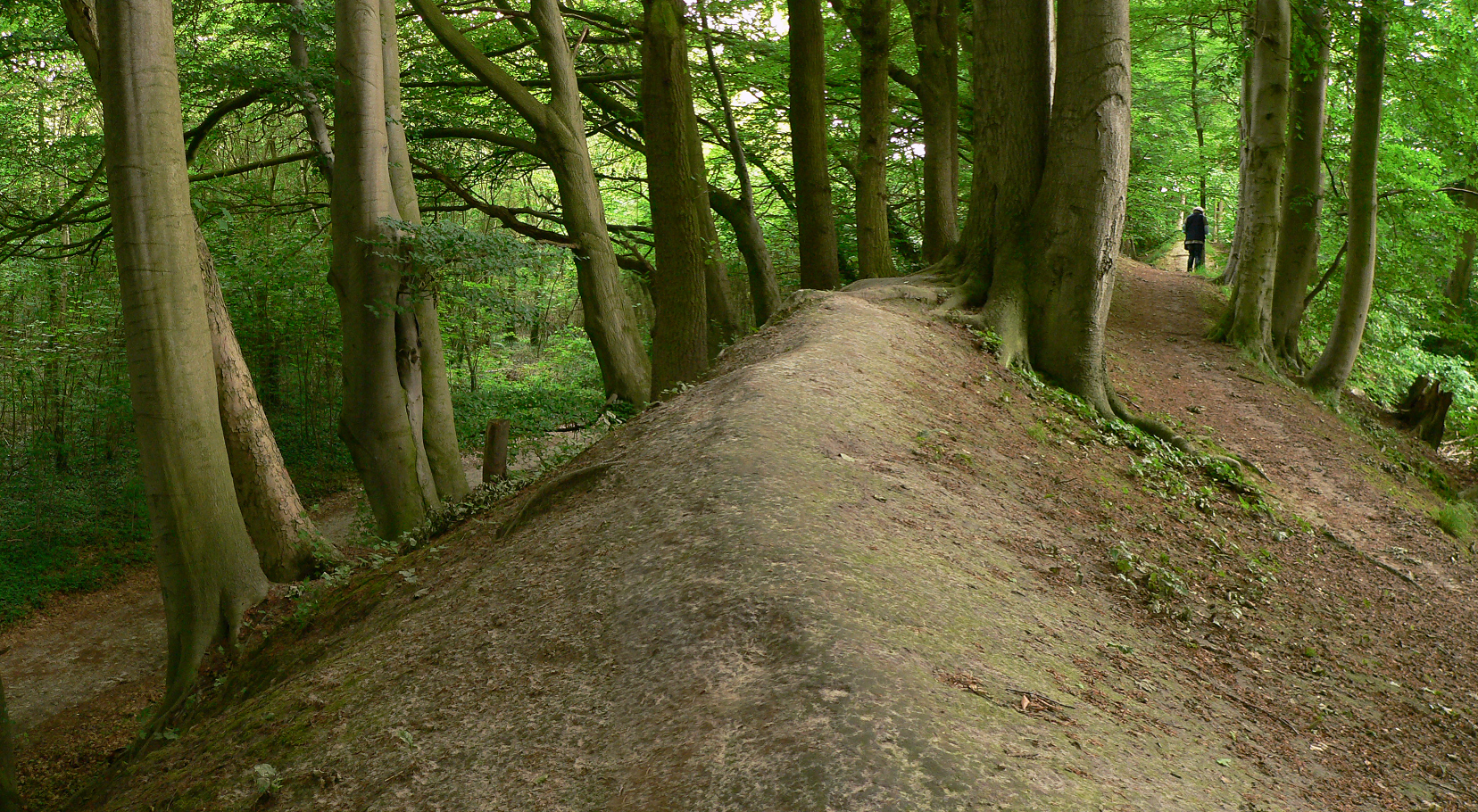
Ringwallanlage Heiligenberg

Wassermühlen
- Die Klostermühle Heiligenberg wurde erstmals 1370 von einem Müller nachweislich erwähnt. 1543 gingen die Mühle sowie das Kloster in Staatsbesitz über. 1986 wurde die Mühle restauriert. Nach einem Umbau 1996 eröffnete ein Restaurant sowie ein Hotel mit Galerieräumen in der Mühle.
- Die Wassermühle Bruchmühlen war die untere Mühle des Klosters von Heiligenberg. Sie befindet sich einige hundert Meter von der oberen Mühle entfernt. Urkundlich erwähnt wurde sie erstmals 1532. Die Anlegung eines massiven Grundwerkes sowie die Reparatur des Mühlenhauses erfolgte 1749. Die Mühle befindet sich seit 1886 im Privatbesitz der Familie Hüneke. Das Wasserrad wurde 1990/1991 restauriert, bis zum Frühjahr 1996 wurden täglich etwa drei Tonnen Getreide gemahlen.

Windmühlen
- In Bruchhausen-Vilsen gibt es die Behlmer Mühle in Engeln. Die anderen vier Windmühlen stehen in der Samtgemeinde Bruchhausen-Vilsen.

### Bodendenkmale
- Im Ortsteil Heiligenberg liegt in einem Wald ein Hügelgräberfeld[11] mit 15 erhaltenen Grabhügeln. Einige am Waldrand liegende Gräber wurden zurückliegend durch die Landwirtschaft abgepflügt[12] und ist geplant, sie zum Schutz mit einem Zaun zu versehen.[13]

- Bis ins 11. Jahrhundert bestehende Ringwallanlage Heiligenberg, innerhalb derer das Kloster Heiligenberg entstand.

### Wohn- und Geschäftshäuser
Bemerkenswert sind die denkmalgeschützten Wohnhäuser – teils in Fachwerk: Haus Bahnhofstraße 55, Wohnhaus Assessorstraße 2, Wohnhaus Bahnhofstraße 61, Wohnhaus Brautstraße 12, Wohn- und Geschäftshaus Brautstraße 13, Wohn- und Geschäftshaus Brautstraße 15, Wohnhaus Brautstraße 28, Wohnhaus Engelbergplatz 1, Wohnhaus Schöne Reihe 20, Wohn- und Wirtschaftsgebäude Kanalstraße 2 und Pfarrhaus Brautstraße 30.

### Parks

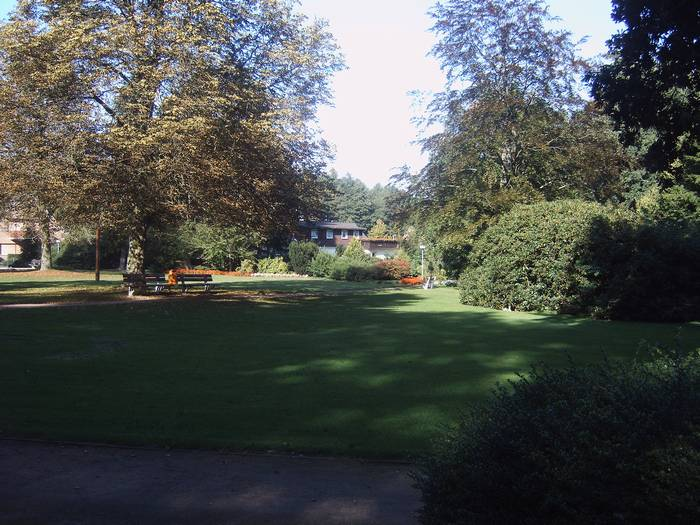
Wiehe-Kurpark
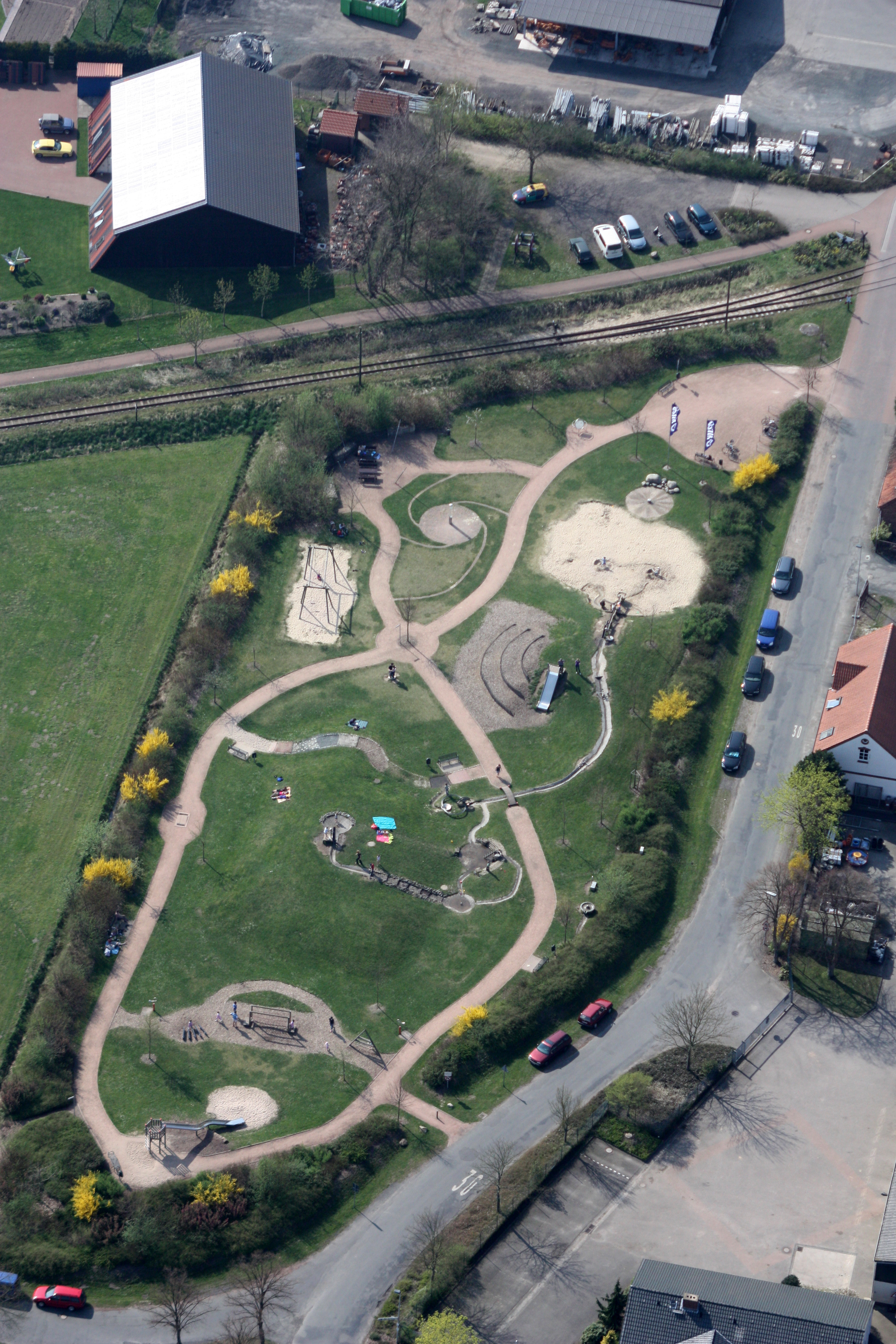
Wasser-Erlebnis-Spielplatz (2010)
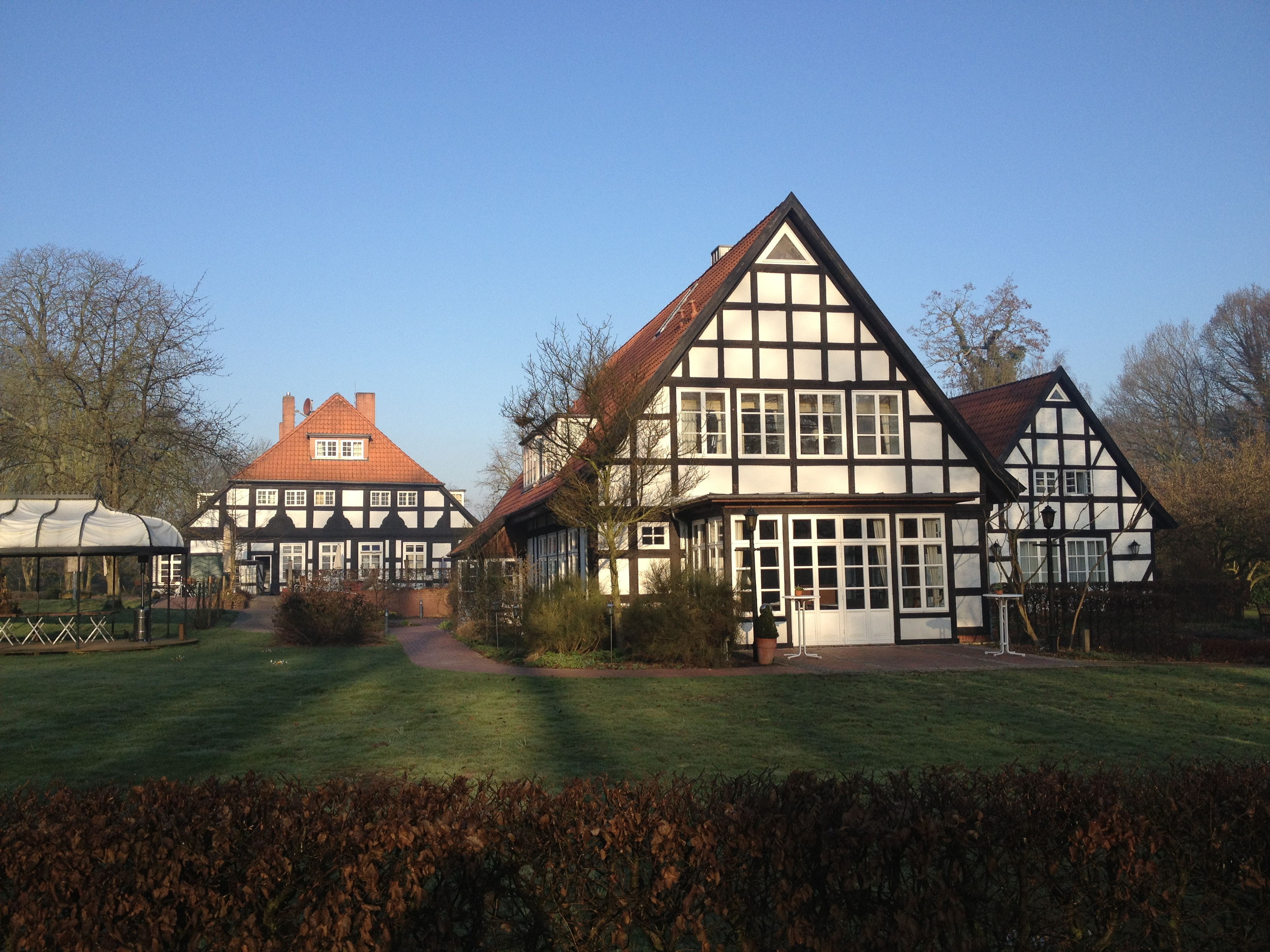
Forsthaus Heiligenberg

In Bruchhausen-Vilsen gibt es einen Kurpark, in dem auch regelmäßig Musikveranstaltungen ausgetragen werden. Der Park grenzt an das Vilser Holz. Eine bronzene Gedenktafel für den in Vilsen geborenen Arzt und Botaniker David Heinrich Hoppe befindet sich im Park. Nach Hoppe wurde eine Straße benannt, die nördlich der Kleinbahn verläuft.
In der Nähe des Kleinbahn-Bahnhofs wurde 2007 ein Wasser-Erlebnisspielplatz eingerichtet.
Beim Forsthaus Heiligenberg findet innerhalb eines 2,5 ha großen, von einem Ringwall umschlossenen Areals alljährlich ein Rosenfest statt.

### Kunst im öffentlichen Raum

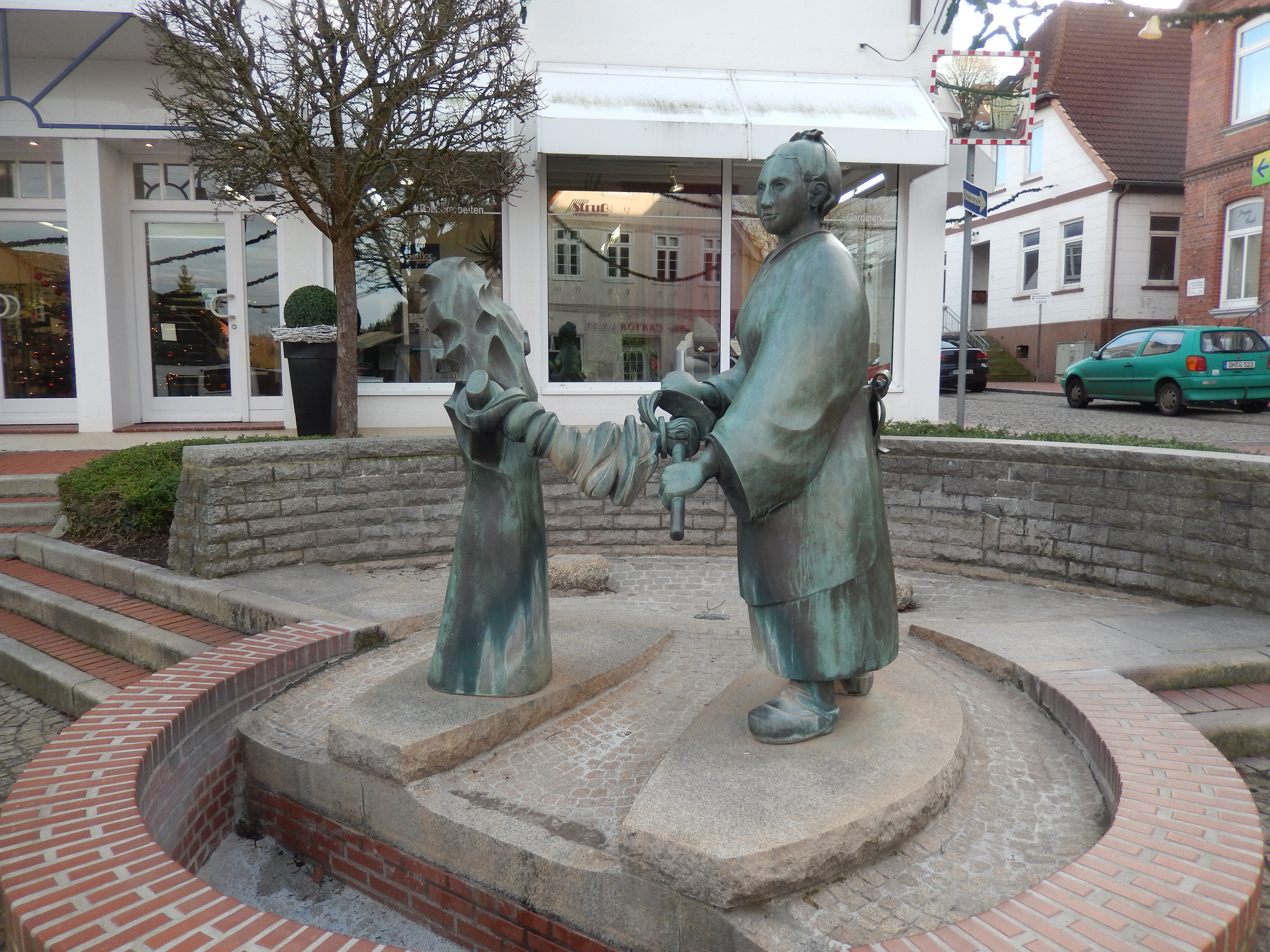
Bronzeskulptur Die Wringerin von Robert Enders (2017)

Über die Samtgemeinde Bruchhausen-Vilsen verstreut, manchmal etwas versteckt, finden sich sehr unterschiedliche Skulpturen und Objekte aus Bronze, Metall und Ziegelstein:
- Ortsteil Vilsen auf dem Engelbergplatz: Brunnen mit Bronzeskulptur Die Wringerin (1991) von Robert Enders
- Kurpark: Stele mit Haus (Metall, 2003) von Gerd Friedrich.
- Ortsteil Heiligenberg bei der Klostermühle: Objekt aus Metall (2001) von Bernhard Hanzal als Teil des Kunstpfads „Kunst-Umwege“.
- Am Forsthaus: Objekt Hang zur Kunst von Rainer Seliger (Ziegelsteinkegel, 1999)

### Naturdenkmäler
Am Rande und in der näheren Umgebung des Kurparks blüht alljährlich in größerer Anzahl von Mitte Juli bis Mitte August die wildwachsende Orchidee Breitblättrige Stendelwurz (Epipactis helleborine).

## Sport
- SV Bruchhausen-Vilsen als reiner Fußballverein
- TV Bruchhausen-Vilsen
- TSV Süsedt die mehrere Sportarten anbieten
- HSG Bruchhausen-Vilsen als reiner Handballverein
- TSG Bruchhausen-Vilsen mit Tanzangeboten

## Wirtschaft und Infrastruktur

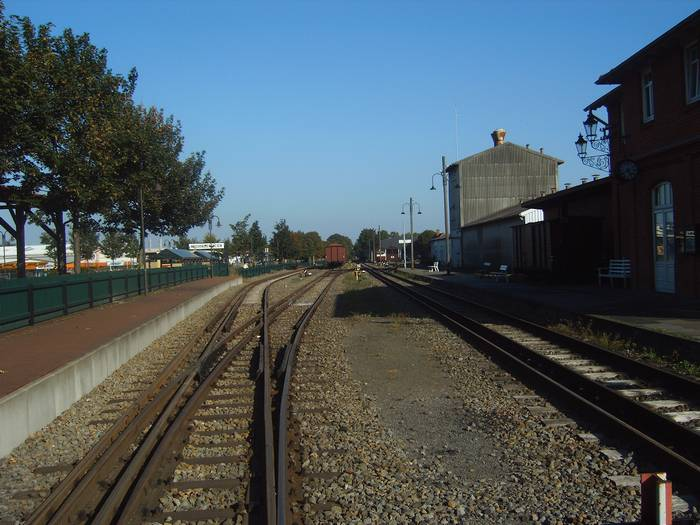
Bahnhof Bruchhausen-Vilsen (Zustand 2006), Gemeinschaftsbahnhof von Verkehrsbetriebe Grafschaft Hoya in Normalspur und Museumseisenbahn in Meterspur

### Verkehr
Schiene
Bruchhausen-Vilsen hat seit 1899 einen Bahnhof an der Bahnstrecke Eystrup–Syke der Verkehrsbetriebe Grafschaft Hoya. Seit 1972 findet hier nur noch Güterverkehr statt, außerdem Fahrten mit historischen Triebwagen und Sonderzüge als Zubringer zur Museumseisenbahn Kaffkieker. Planmäßigen Zubringerverkehr gibt es auch während des Brokser Heiratsmarktes mit Haltepunkt auf dem Festplatz. Seit 2007 fährt an jedem ersten und vierten Sonntag, an Feiertagen und zum Heiratsmarkt dieser Zug von Syke nach Eystrup und zurück. Es werden auch wieder Durchbindungen nach Bremen Hauptbahnhof gefahren.
Auf der Verbindung nach Asendorf wurde der Güterverkehr 1971 eingestellt, bereits seit 1966 verkehren dort Museumszüge des Deutschen Eisenbahn-Vereins. Die Strecke wird als öffentliche Eisenbahninfrastruktur vom Flecken Bruchhausen-Vilsen als Eisenbahninfrastrukturunternehmen betrieben.
Straße
Bruchhausen-Vilsen liegt an der B6, einer wichtigen Verkehrsanbindung Richtung Bremen und Hannover. Mit der Niedersächsischen Spargelstraße führt eine von Deutschlands Ferienstraßen durch den Flecken.
ÖPNV
Eine Buslinie des VBN bedient die Strecke von Hoya nach Bremen.
Fahrrad
Die Achtertour ist ein beliebter Radrundweg durch Eystrup–Hoya–Bruchhausen–Vilsen.

### Ansässige Unternehmen
- Sitz des Mineralbrunnen-Betriebs VILSA Brunnen
- Mittelweserbahn, ein Schienenlogistikunternehmen

### Öffentliche Einrichtungen

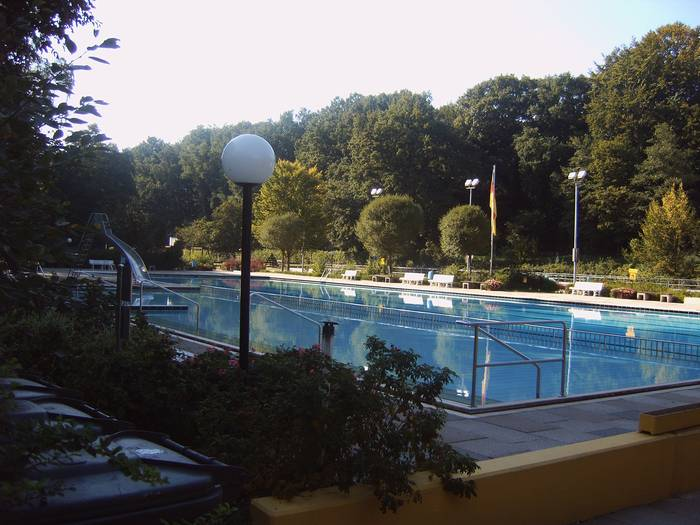
Freibad

Bruchhausen-Vilsen verfügt über einen Kurpark und ein Freibad.
Seit Anfang 2009 verfügt das Schulzentrum über eine Mensa mit Mehrzweckhalle, die hauptsächlich für den Schulsport, sowie den Vereinssport genutzt wird. Darüber hinaus ist auch die Nutzung als Veranstaltungshalle für Aufführungen u. ä. mit bis zu 2.000 Besuchern möglich.

### Bildung

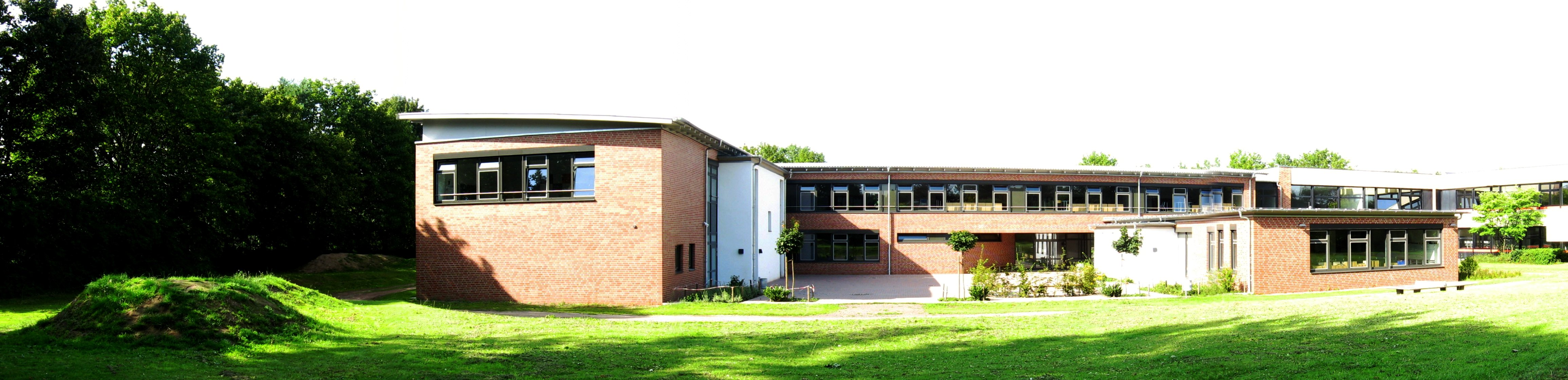
Panorama des Gymnasiums Bruchhausen-Vilsen 2009

In Bruchhausen-Vilsen gibt es eine Grundschule, Hauptschule, Realschule sowie ein Gymnasium mit Oberstufe. Um der stetig wachsenden Schülerzahl am Gymnasium durch Einrichtung der Oberstufe gerecht werden zu können, wurden neue Räume erstellt. Dieser Bauabschnitt wurde Ende 2009 abgeschlossen. Außerdem gibt es auch eine freie Waldorfschule, die sich neben dem städtischen Schulkomplex befindet. Der Neubau der Schule wurde mit dem Spatenstich am 2. März 2010 begonnen. Seit Ende September 2010 ist die neue Waldorfschule in Betrieb.

## Söhne und Töchter der Gemeinde
- David Heinrich Hoppe (1760–1846), Arzt, Botaniker und Apotheker
- Kurt Lüer (1863–1946), Apotheker und Straßenbauer[16]
- Otto Lüer (1865–1947), Architekt
- Hermann Lüer (1870–1962), Architekt und Kunsthistoriker
- Otto Weiß (1871–1943), Mediziner und Hochschullehrer
- Leopold Schoettler (1881–1948), deutscher Flugzeugpionier
- Adolf Spilker (1863–1954), Chemiker und Techniker[17]
- Ludwig Rahlfs (1863–1950), Komponist des Liedes „Auf der Lüneburger Heide“ u. a.
- Otto Tiemann (1890–1952), Offizier, zuletzt General der Pioniere im Zweiten Weltkrieg
- Hans Hoyer (1901–1987), evangelischer Theologe
- Otto Rodekohr (* 1916), Gründer von Vilsa-Brunnen
- Reinhard Soltau (* 1941), deutscher Politiker (FDP)
- Klaus Eichhorn, (* 1949), Organist und Hochschullehrer
- Karin Rosenbaum (* 1954), Bildhauerin und Grafikerin
- Fabian Lenk (* 1963), Schriftsteller

## Sonstiges
Der Brokser Heiratsmarkt in der letzten Augustwoche ist ein Jahrmarkt mit Attraktionen wie der traditionellen Junggesellenversteigerung. Am letzten Markttag findet ein Viehmarkt statt. Die Veranstaltung ist im ganzen Nordwesten bekannt und das viertgrößte Volksfest der Region neben dem Bremer Freimarkt, Oldenburger Kramermarkt und dem Stoppelmarkt in Vechta.